# Torneio Municipal de Futebol do Rio de Janeiro
Het Torneio Municipal de Futebol do Rio de Janeiro was een Braziliaans voetbaltoernooi voor clubs uit de toenmalige Braziliaanse hoofdstad Rio de Janeiro deelnamen. De competitie werd voor het eerst gehouden in 1938 en dan jaarlijks van 1943 tot 1948 en daarna nog een keer in 1951 en 1996. Bij de laatste editie in 1996 was de naam van het toernooi Taça Cidade Maravilhosa.
Het toernooi stond altijd in de schaduw van het veel belangrijkere Campeonato Carioca. Alle clubs speelden één keer tegen elkaar, indien twee clubs eerste eindigden kwam er een play-off. 

## Winnaars
- 1938:  Fluminense
- 1943:  São Cristóvão
- 1944:  Vasco da Gama
- 1945:  Vasco da Gama
- 1946:  Vasco da Gama
- 1947:  Vasco da Gama
- 1948:  Fluminense
- 1951:  Botafogo
- 1996:  Botafogo

1938 · 1943 · 1944 · 1945 · 1946 · 1947 · 1948 · 1951 · 1996